# Ninja Theory
Ninja Theory, Ltd. es una empresa desarrolladora de videojuegos fundada en Cambridge, Inglaterra, propiedad de Microsoft. Originalmente fundada con el nombre de Just Add Monsters en marzo del 2000, la compañía fue comprada anteriormente por Argonaut Games, a finales del 2004. Más tarde tras el cierre de Argonaut, la desarrolladora volvería nuevamente ser una empresa independiente. El equipo desarrolló su primer juego, Kung Fu Chaos, Kung Fu Panic en Japón, en el 2003 exclusivamente para la Xbox, el cual fue publicado por Microsoft Game Studios.

## Historia del estudio
El título de Ninja Theory, Heavenly Sword para la PlayStation 3 fue lanzado en septiembre del 2007 y constaba de un estilo libre para el sistema de combate de acción. El desarrollador fue nominado a cinco Premios de Desarrollo por Excelencia de Industria por el juego incluyendo el mejor nuevo IP, artes visuales, realización de sonido, innovación técnica y mejor desarrollador independiente.
En junio del 2008, la compañía licenció el sistema de movimiento morfema de NaturalMotion. El segundo juego de Ninja Theory, titulado Enslaved: Odyssey to the West, fue lanzado para la PlayStation 3 y Xbox 360 y fue publicado por Namco Bandai Games en 2010. Anteriormente, se creía que Enslaved sería la secuela de Heavenly Sword hasta que Ninja Theory confirmó lo contrario; declarando que de tal juego es extremadamente improbable.
En la conferencia de Capcom de la Tokyo Game Show el 15 de septiembre de 2010, anunciaron que Ninja Theory estaba desarrollando un reinicio de la franquicia Devil May Cry, simplemente llamado DMC. Sin embargo, Capcom ha explicado desde entonces que DMC es una precuela presentando a un Dante en sus años más jóvenes cuando domina su herencia. Finalmente en 2013 Devil May Cryː DMC salió para PlayStation 3, Xbox 360 y PC.
El último juego del estudio hasta ahora es Hellblade: Senua's Sacrifice. En un primer momento el juego se anunció como exclusivo de PS4 y PC, saliendo al mercado el 8 de agosto de 2017. Sin embargo, tiempo después el juego se puso a la venta también en Xbox One. El título se puso a la venta el 11 de abril de 2018.
En el E3 2018, Phil Spencer, cabeza visible de Xbox, anunció la compra del estudio. Desde este momento, Ninja Theory se unía al plantel de estudios First Party de Xbox.
Durante los Game Awards de 2019, presentaron Senua's Saga: Hellblade II. El 23 de enero de 2020, presentaron un videojuego de terror bajo el nombre de Project: Mara.

## Videojuegos desarrollados

### ComoJust Add Monsters
| Año  | Juego         | Plataforma(s) | Publicaodra            |
| ---- | ------------- | ------------- | ---------------------- |
| 2003 | Kung Fu Chaos | Xbox          | Microsoft Game Studios |

### ComoNinja Theory
2015

| Año                                   | Juego                                | Plataforma(s)                                                                                     | Publicadora                 |
| ------------------------------------- | ------------------------------------ | ------------------------------------------------------------------------------------------------- | --------------------------- |
| 2007                                  | Heavenly Sword                       | PlayStation 3                                                                                     | Sony Computer Entertainment |
| 2010                                  | Enslaved: Odyssey to the West        | PlayStation 3, Xbox 360, Microsoft Windows                                                        | Bandai Namco                |
| 2013                                  | DmC: Devil May Cry                   | PlayStation 3, Xbox 360, Microsoft Windows                                                        | Capcom                      |
| 2013                                  | Fightback                            | iOS                                                                                               | Ninja Theory                |
| 2014                                  | Disney Infinity: Marvel Super Heroes | iOS, PlayStation 3, PlayStation 4, PlayStation Vita, Wii U, Microsoft Windows, Xbox 360, Xbox One | Disney Interactive Studios  |
| DmC: Devil May Cry Definitive Edition | PlayStation 4, Xbox One              | Capcom                                                                                            |                             |
| 2015                                  | Disney Infinity 3.0                  | iOS, Android, PlayStation 3, PlayStation 4, Wii U, Microsoft Windows, Xbox 360, Xbox One          | Disney Interactive Studios  |
| 2017                                  | DEXED                                | Microsoft Windows, PlayStation 4                                                                  | Ninja Theory                |
| 2017                                  | Hellblade: Senua's Sacrifice         | Microsoft Windows, Xbox One, Nintendo Switch, PlayStation 4                                       | Ninja Theory                |
| 2020                                  | Bleeding Edge                        | Xbox One, Microsoft Windows                                                                       | Xbox Game Studios           |
| 2024                                  | [[Senua's Saga: Hellblade II]        | Xbox Series X y Series S, Microsoft Windows, PlayStation 5                                        | Xbox Game Studios           |